# TEE Heinrich Heine
Le TEE Heinrich Heine était un train rapide qui reliait Dortmund à Frankfurt, de 1979 à 1983. Exploité par la Deutsche Bundesbahn, le TEE Heinrich Heine était un Trans-Europ-Express (donc uniquement en première classe) jusqu'à la fin du service d'hiver le 27 mai 1983 puisqu'il cessait définitivement de circuler.
Le nom de ce TEE fait référence à Heinrich Heine, poète et journaliste allemand (1797-1856).

## Parcours et arrêts
- 27 mai 1979 Dortmund, Bochum, Essen, Duisburg, Düsseldorf, Köln, Bonn, Koblenz, Mainz, Frankfurt (338,8 km). Ne circule pas les samedis et dimanche ainsi que les jours de fêtes et interrompu aux services été 1980, 1981 et 1982 jusqu'au 1er septembre[1].
- 26 septembre 1982 Le TEE 29 circule seulement les vendredis, et le TEE 28 seulement les lundis[1].
- 29 mai 1983 TEE supprimé[1].

## Numérotation[1]
- 27 mai 1979 TEE 29-28

## Matériel et compositions
- 27 mai 1979 Voitures TEE de la DB, 2 jeux comprenant : 4 Av, 1 Ap, 1 Ar, dans un roulement combiné sur 2 jours entre les TEE 28-17-16-29[1].
- 30 septembre 1979 Composition ramenée à 3 Av, 1 Ap, 1 Ar[1].
- 31 mai 1981 Composition limitée à 2 Av, 1 Ap, 1 Ar[1].
- 26 septembre 1982 Circulation hebdomadaire avec 2 Av, 1 Ap[1]. Restauration assurée par la DSG[1].